# Hernández y Fernández
Hernández y Fernández son personajes ficticios creados por el dibujante belga Hergé en su serie de cómics Las aventuras de Tintín. Sus nombres en la versión original en francés son Dupond et Dupont.

## Caracterización
Se trata de dos agentes de la policía secreta idénticos en aspecto y vestimenta cuya única diferencia es la forma del bigote. En el original, Dupond es el que tiene el bigote recto, mientras que el de Dupont se dobla un poco hacia afuera. En las traducciones al español no parece haber un criterio para asignarle el nombre de Hernández o Fernández al que tiene el bigote más caído u ondulado, por lo que sus nombres cambian indistintamente de álbum en álbum e incluso a veces dentro de un mismo volumen. Aun así, este no es un detalle muy importante, ya que aparecen siempre en conjunto y no parecen tener personalidades muy diferenciadas.
El vínculo que los une jamás está claro; no parecen ser hermanos, ya que tienen apellidos diferentes, aunque esto puede deberse a una mala traducción, ya que en original son Dupond y Dupont Dupondt (lo menciona Milú en Objetivo la Luna). En algunos volúmenes se da a entender que viven juntos; ellos se llaman el uno al otro "amigo" o "colega". Los demás personajes los llaman "los inseparables", "los policías" o, sencillamente, "los Fernández". Probablemente la intención de Hergé fuera caricaturizar a un determinado tipo de funcionario, en todo idéntico a sus colegas.
Son dos personajes de personalidades bastante distraídas y poco lúcidas que resultan incompetentes para las misiones que se les asignan. Su rol dentro de las historias es generalmente secundario, ocasionando ciertos gags, aportando algún dato a Tintín que lo hará introducirse en una aventura o llegando con refuerzos cuando ésta casi ya ha concluido. Las confusiones más comunes en las que caen son las de querer pasar desapercibidos utilizando un disfraz que creen típico del lugar y es en realidad ridículo. Suelen también confundirse ampliamente con respecto a lo que están investigando, aunque posiblemente su característica más recordada es que cuando uno de los dos afirma algo, el otro lo reitera cambiando palabras de lugar, diciendo de esta forma lo contrario o algo sin sentido. Un ejemplo de ello puede encontrarse en el álbum Aterrizaje en la Luna:
- Fernández — Este individuo nos ha insultado y le exigimos una explicación.
- Hernández — Eso es... este individuo nos ha explicado y le exigimos un insulto.
- Fernández — No es eso, ¡desgraciado! ¡Es al contrario!
- Hernández — En efecto, en efecto... Hemos insultado a este individuo y le debemos una explicación.

Su primera aparición tuvo lugar en la historia Los cigarros del faraón, cuarto álbum de la serie, en el que pretenden arrestar a Tintín por un supuesto tráfico de drogas. Cabe destacar que en esta aventura muestran un enorme ingenio y valor al lograr salvar la vida tanto de Tintín (condenado a muerte por fusilamiento) como de Milú (va a ser sacrificado a la divinidad hindú por ofender a una vaca sagrada). Incluso sus disfraces resultan eficaces. Esta faceta queda totalmente sustituida por la personalidad patosa en el resto de historias.
No obstante, en la reedición a color de Tintín en el Congo, el segundo álbum de la serie, que se publicó en 1947, Hergé los hace ya aparecer en la primera viñeta, en la escena en que Tintín toma el tren para emprender su viaje hacia el Congo. Curiosamente, en El Loto Azul, continuación de Los cigarros del faraón, cuando se encuentran con Tintín lo llaman "querido amigo", dando a entender que llevan una amistad de años.
Tienen una efímera aparición en Astérix en Bélgica, anunciando la llegada de Julio César a dicho país.

## Apariciones
Largas:
Los cigarros del faraón
El Loto Azul
La isla negra
El cetro de Ottokar
El cangrejo de las pinzas de oro
El secreto del Unicornio
El tesoro de Rackham el Rojo
Las 7 bolas de cristal
El templo del Sol
Tintín en el país del oro negro
Objetivo: la Luna
Aterrizaje en la Luna
Las joyas de la Castafiore
Tintín y los Pícaros
Breves (aparecen tan solo en un par de páginas):
Tintín en el Congo (1946)
La oreja rota
La estrella misteriosa
El asunto Tornasol
Stock de coque
Tintín y el Arte-Alfa
Ausencias:
Tintín en el país de los Soviets
Tintín en América
Tintín en el Tíbet
Vuelo 714 para Sídney